# Buclovany
Buclovany é um município da Eslováquia, situado no distrito de Bardejov, na região de Prešov. Tem 4,1 km² de área e sua população em 2018 foi estimada em 199 habitantes.

## Demografia
| Ano:        | 1994 | 2004   | 2014   | 2024   |
| ----------- | ---- | ------ | ------ | ------ |
| Broj ljudi: | 244  | 228    | 213    | 199    |
| Razlika:    |      | -6,55% | -6,57% | -6,57% |

| Ano:               | 2023 | 2024   |
| ------------------ | ---- | ------ |
| Número de pessoas: | 203  | 199    |
| Diferença:         |      | -1,97% |